# Spitalarchiv der St. Katharinenspitalstiftung
Das Spitalarchiv der St. Katharinenspitalstiftung verwahrt die Überlieferung der Stiftung, der Pfarrei St. Katharina, des Seniorenheims, der Brauerei und der Verwaltung des Spitalforstes.

## Geschichte
Das in Stadtamhof gelegene Bürgerspital St. Katharina ist eine der ältesten Spitalstiftungen im deutschsprachigen Raum. Im 13. Jahrhundert versorgte das aus zwei älteren Institutionen hervorgegangene Spital bis zu 400 Personen und war somit eine der größten Einrichtungen dieser Art. Mit 5.000 Urkunden, 4.500 Bänden und Tausenden von Akten und Plänen reicht die schriftliche Überlieferung des Spitalarchivs bis in das 12. Jahrhundert zurück. Eine Besonderheit ist seine ungebrochene Kontinuität seit dem Mittelalter und seine hohe Überlieferungsdichte. Der Archivbestand bildet daher einen wesentlichen Teil des schriftlichen Kulturerbes Regensburgs. Neben seiner Funktion als „Gedächtnis der Spitalverwaltung“ dient dieser vor allem der wissenschaftlichen sowie der Heimat- und Familienforschung.